# Стара Река (Сливенська область)
Ста́ра Река́ (болг. Стара река) — село в Сливенській області Болгарії. Входить до складу общини Сливен.

## Населення
За даними перепису населення 2011 року у селі проживали 476 осіб.
Національний склад населення села:
| Національність   | Кількість осіб | Відсоток |
| ---------------- | -------------- | -------- |
| болгари          | 392            | 86,5 %   |
| турки            | 39             | 8,6 %    |
| цигани           | 14             | 3,1 %    |
| Всього відповіли | 453            |          |

Розподіл населення за віком у 2011 році:
Динаміка населення: